# Théodore de Mopsueste
Théodore de Mopsueste, dit également Théodore d'Antioche (né à Antioche vers 352/355 et mort en 428), fut évêque de Mopsueste en Cilicie de 392 à sa mort.

## Éléments biographiques
Il naît dans une riche famille chrétienne d'Antioche ayant fourni de hauts responsables municipaux. Son frère est le futur évêque Polychronios d'Apamée. Il est d'abord élève du rhéteur païen Libanios, puis, à dix-huit ans, poursuit ses études dans l'établissement chrétien (ἀσκητήριον) de Diodore de Tarse, où il a pour condisciples Jean Chrysostome et Maxime de Séleucie. A vingt ans, il abandonne l'ἀσκητήριον et renonce à la vie religieuse avec l'intention d'épouser une certaine Hermione et de faire des études de droit, mais il est bientôt rappelé à sa vocation par deux longues lettres d'exhortation que lui adresse Jean Chrysostome (Ad Theodorum lapsum). 
Dès sa jeunesse, il a commencé son œuvre immense d'exégète des textes bibliques par le commentaire des Psaumes. Vers 380, il se lance dans la controverse théologique en défendant Basile de Césarée contre Eunome et contre les « eustathiens » (partisans d'Eustathe d'Antioche). Il est ordonné prêtre en 383 à Antioche par l'évêque Flavien Ier, et, vers 386, rejoint en Cilicie son maître Diodore, qui est métropolite de Tarse depuis 378. En 392, il devient lui-même évêque de Mopsueste, dans la même région. En 394, il assiste à un concile à Constantinople et prêche devant l'empereur Théodose Ier, sur lequel il fait grande impression. Pendant les difficultés traversées par son ami de jeunesse Jean Chrysostome en 403-407, il lui reste constamment fidèle. En 421-422, il reçoit Julien d'Éclane et d'autres pélagiens chassés d'Occident, mais peu après leur départ, selon Marius Mercator, il participe à un concile provincial de Cilicie qui condamne le pélagianisme.
L'épiscopat de Théodore devait durer trente-six ans. Il meurt en 428, largement respecté pour sa science et ses travaux exégétiques.

## Doctrine
Théodore de Mopsueste fut une des principales figures de l'École théologique d'Antioche. Il développa une conception du mystère du salut qui impliquait qu'il existait deux natures parfaitement distinctes dans le Christ. Nestorius fut d'abord un de ses élèves à Antioche avant de devenir patriarche de Constantinople. Parmi ses autres élèves figurent Ibas d'Édesse et Théodoret de Cyr.
Après sa mort, le concile d'Éphèse, dominé par la forte personnalité du patriarche Cyrille d'Alexandrie, aboutit en 431 à la condamnation de ses thèses (ou de thèses inspirées par lui) sous le nom de nestorianisme, mais il ne fut pas nommément mentionné. Le Symbole d'union signé conjointement, en 433, par Cyrille, patriarche d'Alexandrie, et Jean, patriarche d’Antioche, permit le retour de la christologie antiochienne dont Théodore était un des principaux inspirateurs.
Les écrits de Théodore de Mopsueste furent condamnés explicitement en 553 au deuxième concile de Constantinople (dit des Trois Chapitres), 125 ans après sa mort. Cette condamnation rencontra de la résistance dans l'Église latine, où beaucoup refusèrent la condamnation posthume d'un homme toujours considéré comme orthodoxe de son vivant, et pensèrent qu'à travers lui on remettait en cause le dyophysisme du concile de Chalcédoine.
Quant à l'Église de Perse, dont la théologie fut forgée dans l'École d'Édesse, puis l'École de Nisibe, elle le déclara au contraire dès 484 « Interprète » (de la Bible) par excellence, et sa référence théologique. L'orthodoxie y était définie comme la fidélité à son enseignement.
Théodore fut selon la tradition un écrivain extraordinairement prolifique, mais sa condamnation posthume par l'Eglise romano-byzantine, et les malheurs de l'Église de Perse qui l'avait seule gardé comme auteur de référence, ont grandement nui à la transmission de son œuvre, dont ne subsiste plus qu'une petite partie. La liste de ses ouvrages traduits en syriaque se trouve dans la Chronique de Séert et dans le Catalogue d'Ébedjésus de Nisibe ; ils remplissaient 41 tomes. Parmi les textes conservés en syriaque (Clavis Patrum Græcorum 3827-3873), on trouve les Homélies catéchétiques, redécouvertes, en 1932 dans la collection Mingana et traduites par R. Tonneau (& R. Devreesse pour le facsimilé d'un manuscrit) dans la collection Studi e testi, vol. 145, Rome, 1949 (nouvelle traduction chez Migne en 1996); un commentaire de l'Évangile selon saint Jean (publié par J.-B. Chabot à Paris en 1897). Le seul texte conservé dans l'original grec est un commentaire sur les Prophètes mineurs. En traduction latine ont été transmis des commentaires de l'Epître aux Galates et des neuf épîtres suivantes. D'autres commentaires peuvent être reconstitués en partie grâce aux citations d'autres auteurs et aux chaînes exégétiques (notamment les commentaires sur la Genèse et les Psaumes). Par ailleurs, on conserve d'importants fragments de son traité en quinze livres sur l'Incarnation, où il développait la conception qu'il se faisait de la personne de Jésus-Christ. Théodore de Mopsueste a composé, « probablement dès les années 380, une réfutation du Contre les Galiléens [ouvrage dirigé contre le christianisme, composé vers 362 par l'empereur Julien]. Malheureusement, cette réfutation est perdue ».
En dehors de sa christologie qui a inspiré le nestorianisme, Théodore est également connu pour s'être opposé à la doctrine du péché originel défendue par saint Augustin et saint Jérôme : pour lui, le péché n'est pas dans la nature, mais dans la volonté de l'homme, ce qui le rapproche du pélagianisme, qu'il aurait même inspiré par son disciple Rufin le Syrien, installé à Rome. Son traité Contre ceux qui disent que l'homme pèche par nature et non par intention (réfutation des Dialogi in Pelagianos de saint Jérôme) fait l'objet du codex 177 de la Bibliothèque de Photius. Il aurait aussi nié le lien qu'on considère en général avoir été exprimé par saint Paul entre le péché et la mort, en enseignant qu'Adam a été créé mortel. Pour lui, le baptême n'était pas fait pour la rémission des péchés (notamment chez les enfants, qui ne naissent pas pécheurs), mais pour l'adoption filiale de l'homme par Dieu. Il professait en outre, comme beaucoup de théologiens de son époque, l'apocatastase universelle.
L'Église d'Orient utilise pendant un tiers de l'année (depuis l'Avent jusqu'au dimanche des Rameaux) une liturgie qui lui est attribuée.

### Réévaluation de la christologie de Théodore de Mopsueste
La découverte en 1932 du texte syriaque des Homélies catéchétiques et la confrontation de ces textes aux extraits qui ont servi de base à la condamnation de Théodore, ont conduit Richard et Devreesse à considérer que Théodore fut condamné sur la base d’extraits empruntés « à un florilège hostile et falsifié ».
La huitième homélie enseigne d'une manière indubitablement conforme au dogme formulé dans les conciles œcuméniques l'unité des deux natures dans une seule personne : 
Le « Christ notre Seigneur... n'est ni seulement Dieu, ni seulement homme, mais il est par nature véritablement les deux, c'est-à-dire Dieu et homme à la fois. Il est Dieu le Verbe qui a assumé, mais il est aussi l'homme qui a été assumé (1)... Ce qui a assumé, c'est la nature divine qui a fait toutes choses pour nous ; L'autre, c'est la nature humaine assumée pour nous par celui qui est cause de tout. Celui qui a été assumé est associé à celui qui l'a assumé, en une union ineffable et à jamais indissoluble (10)... La distinction des natures ne compromet pas l'union étroite, pas plus que l'union étroite n'annule la distinction des natures (13)... Ce n'est pas parce que nous disons « deux natures » que nous sommes obligés de dire deux Seigneurs ou deux Fils, ce serait une extrême folie (14)... ».

### Traduction
- Théodore de Mopsueste, Les homélies catéchétiques, Migne, coll. Les Pères dans la foi, 1996.

### Études
- Marcel Richard, Les traités de Cyrille d’Alexandrie contre Diodore et Théodore, Mélanges Félix Grat I (Paris: 1946), 99-116; idem, La tradition des fragments du traité peri enanthrôpèseôs de Théodore de Mopsueste Opera minora II, 182 (1977/78), n. 41;
- Robert Devreesse, Essai sur Théodore de Mopsueste, Studi e Testi 141, Vatican, 1948;
- Robert Devreesse, Le commentaire de Théodore de Mopsueste sur les Psaumes I-LXXX, « Studi e Testi » 93, Città del Vaticano, Biblioteca Apostolica Vaticana, 1939;
- E. Amann, « La doctrine christologique de Théodore de Mopsueste », Recherche de sciences religieuses 14 (1934), 161-190.
- Sylvain J.G. Sanchez, Portrait de Théodore de Mopsueste, dans la Revue réformée, 2003, n°224.